# 루시 데이비스
루시 데이비스(Lucy Davis, 1973년 1월 2일 ~ )는 잉글랜드의 배우이다.

## 출연 작품
- 올 어바웃 스티브 - 환자 역
- 원더우먼

- 넷플릭스 사브리나의 오싹한 모험